# Lac de Kirch Stücker
Le Lac de Kirch Stücker est un lac situé dans le Nord de l'Allemagne, dans le land de Mecklembourg-Poméranie-Occidentale et l'arrondissement du Mecklembourg-du-Nord-Ouest.

## Source de la traduction
- (en) Cet article est partiellement ou en totalité issu de l’article de Wikipédia en anglais intitulé « Kirch Stücker See » (voir la liste des auteurs).